# Eparquia de Saskatoon
A Eparquia Católica Ucraniana de Saskatoon (Eparchia Saskatoonensis Ucrainorum) é uma eparquia pertencente a Igreja Greco-Católica Ucraniana, está localizada na cidade de Saskatoon, na província de Saskatchewan, pertencente a Arquieparquia de Winnipeg no Canadá. Foi fundada em 1951 pelo Papa Pio XII. Inicialmente foi criada como sendo exarcado apostólico, sendo elevado a eparquia em 1956. Com uma população católica de 5.798 habitantes, possui 67 paróquias com dados de 2018.

## História
Em 10 de março de 1951 o Papa Pio XII cria o Exarcado Apostólico de Saskatoon, através do território do Exarcado Apostólico do Canadá Central. Em 1956 o exarco é elevado a eparquia com o nome de 
Eparquia de Saskatoon. Desde sua fundação em 1951 adota o rito bizantino e pertence a Igreja Greco-Católica Ucraniana. 

## Lista de eparcas
A seguir uma lista de eparcas desde a criação do exarco em 1951, em 1956 é elevado a eparquia. 
|                                | Nome                              | Período     | Notas                                       |
| Eparcas                        | Eparcas                           | Eparcas     | Eparcas                                     |
| ------------------------------ | --------------------------------- | ----------- | ------------------------------------------- |
| 6º                             | Michael Smolinsky, C.Ss.R.        | 2023-       | Atual                                       |
| 5º                             | Bryan Joseph Bayda, C.Ss.R.       | 2008 - 2022 | Nomeado Eparca de Toronto                   |
| 4º                             | Michael Wiwchar, C.Ss.R.          | 2000 - 2008 | Eparca emérito                              |
| 3º                             | Cornelius John Pasichny, O.S.B.M. | 1995 - 1998 | Nomeado eparca de Toronto e Leste do Canadá |
| 2º                             | Basil Filevich                    | 1983 - 1995 |                                             |
| 1º                             | Andrew J. Roborecki               | 1956 - 1982 |                                             |
| Exarco apostólico de Saskatoon |                                   |             |                                             |
| 1º                             | Andrew J. Roborecki               | 1951 - 1956 | Nomeado eparca dessa eparquia               |